# Фридрих Вильгельм Гогенцоллерн-Гехингенский
Фридрих Вильгельм Гогенцоллерн-Гехингенский (нем. Friedrich Wilhelm von Hohenzollern-Hechingen; 20 сентября 1663, Хехинген — 14 ноября 1735, там же) — четвёртый владетельный князь Гогенцоллерн-Гехингена (1671—1730) и имперский генерал-фельдмаршал (13 июня 1707).

## Биография
Фридрих Вильгельм был старшим сыном князя Филиппа Гогенцоллерна-Гехингенского (1616—1671), правившего в 1661—1671 годах, от брака с Марией Сидонией Баденской (1635—1686), дочерью маркграфа Германа Фортуната фон Баден-Родемахерна (1595—1665).
24 января 1671 года после смерти своего отца 7-летний Фридрих Вильгельм унаследовал княжеский престол в Гогенцоллерн-Гехингене. Вначале несовершеннолетний князь находился под опекой своей матери Марии Сидонии. Затем он находился на воспитании у принца Баденского и получил военное образование в Вене. В конце 1681 года князь Фридрих Вильгельм стал самостоятельно править в своём княжестве.
Фридрих Вильгельм Гогенцоллерн-Гехингенский имел чин генерал-фельдмаршала имперской армии и командовал собственным кирасирским полком, носившим его имя. В 1682 году князь участвовал в подавлении восстания в Венгрии и в разгроме османской армии в битве при Сланкамене (1691).
В 1692 году император Священной Римской империи Леопольд I Габсбург пожаловал высший имперский княжеский титул (Fürst) князю Фридриху Вильгельму и его наследникам. В октябре 1702 года после разгрома австрийской армии в битве при Фридлингене князь попал во французский плен, но через некоторое смог освободиться. В 1704 году князь Фридрих Вильгельм Гогенцоллерн-Гехингенский участвовал в разгрома французов в битве при Бленхейме. В том же 1704 году под командованием генерал-фельдмаршала Зигберта Хейстера князь участвовал в подавлении нового восстания в Венгрии.
С разрешения императора Священной Римской империи князь Фридрих Вильгельм заключил соглашение с курфюрстом Бранденбурга о Бургграфстве Нюрнберг и стал одним из первых получателей прусского Ордена Чёрного Орла.
В 1730 году Фридрих Вильгельм отказался от престола в пользу своего старшего сына Фридриха Людвига.

## Браки и дети
Фридрих Вильгельм был дважды женат. 22 января 1687 года в Вене первым браком женился на Марии Леопольдине Людовике (11 апреля 1666 — 8 мая 1709), дочери графа Георга Людвига фон Зинцендорфа. Дети от первого брака:
- Фридрих Людвиг (1 сентября 1688 — 4 июня 1750), князь Гогенцоллерн-Гехинген (1730—1750)
- Луиза Эрнестина Фредерика (7 января 1690 — 21 октября 1720), муж с 1713 года князь Франц Антон фон Ламберг (1678—1759)
- Шарлотта (род. и ум. 26 декабря 1692)
- Кристина Эберхардина Фредерика (3 марта 1695 — 2 декабря 1754), аббатиса в Мюнстербильзене
- София Иоганна Фредерика (16 февраля 1698 — 2 мая 1754), аббатиса в Мюнстербильзене
- Фридрих Карл (род. и ум. в январе 1697)

7 сентября 1710 года в Гехингене вторично женился на баронессе Максимилиане Мадлене Лютцауской (11 июля 1690 — 8 сентября 1755), дочери барона Георга Генриха Лютцауского. Император Карл VI пожаловал ей после брака титул «графини фон Хомбург». Дети от второго брака:
- Эберхард Герман Фридрих (13 сентября 1711 — 10 октября 1726), граф Гогенцоллерн
- Мария Максимилиана (2 марта 1713 — 19 ноября 1743), муж с 1741 года граф Инноценц Карл Август фон Кюнигл (1714—1764).